# Girls & Boys
〈Girls & Boys〉는 영국의 록 밴드 블러의 1994년 곡이다. 밴드의 세 번째 음반인 《Parklife》의 리드 싱글로 발매되었다. 영국 싱글 차트 5위에 오른 〈Girls & Boys〉는 블러의 첫 5위 히트곡이자 이듬해 〈Country House〉가 1위에 오르기 전까지 가장 성공적인 싱글이었다. 이 싱글은 영국 싱글 차트에서 그들의 이전 최고점인 〈There's No Other Way〉를 3계단 뛰어 넘었고, 이 밴드는 전세계적으로 더 큰 성공을 거두었다. 미국에서는 빌보드 핫 100 싱글 차트에서 이 곡이 59위에 올라 〈There's No Other Way〉에 이어 이 밴드의 두 번째 싱글 차트가 되었다. 또한 모던 록 송 차트에서 4위에 올랐다.

## 구성
데이먼 알반은 스페인 마갈루프에서 당시 여자친구였던 저스틴 프리슈만과 휴가를 보내면서 이 곡을 쓰게 되었다. 알반에 따르면 이 도시는 "정말 촌스러운 에식스 나이트클럽"과 관광객들 사이에 성적인 장면이 난무했다. "이 모든 녀석들과 이 모든 소녀들이 물놀이장에서 만난 후 단지 모방만 합니다. 도덕성이 개입된 것은 아니고, 그런 일이 일어나야 한다거나 해서는 안 된다거나 하는 것이 아닙니다." 이 음악에는 베이시스트 알렉스 제임스가 "디스코 드럼, 고약한 기타, 듀란 듀란 베이스"로 요약한 다양한 팝과 댄스 스타일이 융합되어 있다. 드러머 데이브 론트리는 자신이 프로그램한 드럼 머신으로 교체되어 트랙에 있지 않다는 것을 인정했다. 그래서 그는 이 노래가 《Blur: The Best Of》는 그가 "실제로 그 안에 있지 않기 때문입니다. 자기 노래에 안 들어가도 멋져요." 그 보컬들은 키보드만이 특징인 데모곡으로 녹음되었다.

## 비디오
케빈 고들리가 연출한 이 영상에는 블러가 클럽 18-30 패키지 휴일에 사람들의 다큐멘터리 영상을 배경으로 블루스크린을 배경으로 노래를 부르는 모습이 담겼다. 고들리는 그 비디오를 "3페이지의 쓰레기"라고 낙인찍었고 블러는 그것을 "완벽한" 것으로 발견했다. 싱글의 앞표지는 듀렉스 콘돔 한 갑에서 가져갔다.

## 인증
| 국가                               | 인증 | 판매량/출하량 |
| ---------------------------------- | ---- | ------------- |
| 영국 (BPI)                         | 골드 | 400,000       |
| 판매량+스트리밍을 기반으로 한 인증 |      |               |